# Brayton
Brayton és una població dels Estats Units a l'estat d'Iowa. Segons el cens del 2000 tenia 145 habitants.

## Demografia
Segons el cens del 2000, Brayton tenia 145 habitants, 67 habitatges, i 43 famílies. La densitat de població era de 90,3 habitants per km².
Dels 67 habitatges en un 20,9% hi vivien nens de menys de 18 anys, en un 56,7% hi vivien parelles casades, en un 6% dones solteres, i en un 35,8% no eren unitats familiars. En el 29,9% dels habitatges hi vivien persones soles el 19,4% de les quals corresponia a persones de 65 anys o més que vivien soles. El nombre mitjà de persones vivint en cada habitatge era de 2,16 i el nombre mitjà de persones que vivien en cada família era de 2,65.
Per edats la població es repartia de la següent manera: un 19,3% tenia menys de 18 anys, un 8,3% entre 18 i 24, un 20,7% entre 25 i 44, un 17,9% de 45 a 60 i un 33,8% 65 anys o més.
L'edat mediana era de 46 anys. Per cada 100 dones de 18 o més anys hi havia 95 homes.
La renda mediana per habitatge era de 25.875 $ i la renda mediana per família de 25.625 $. Els homes tenien una renda mediana de 30.833 $ mentre que les dones 15.833 $. La renda per capita de la població era de 12.166 $. Cap de les famílies i el 3,9% de la població estaven per davall del llindar de pobresa.

## Poblacions més properes
El següent diagrama mostra les poblacions més properes.